# 1342 en santé et médecine
| Années de la santé et de la médecine : 1339 - 1340 - 1341 - 1342 - 1343 - 1344 - 1345    |
| Décennies de la santé et de la médecine : 1310 - 1320 - 1330 - 1340 - 1350 - 1360 - 1370 |

Cet article présente les faits marquants de l'année 1342 en santé et médecine.

## Événements
- 11 juin : le roi Édouard III, duc d'Aquitaine, accorde une charte à l'hôpital Saint-Jacques de Bordeaux[1].
- 22 juillet : en Europe centrale, début des inondations dites « de la Sainte-Madeleine », les plus fortes que la région ait jamais connues, crue millénale du Rhin aux conséquences sanitaires de très grande ampleur[2].
- 23 septembre : Jean de Stratford, primat d'Angleterre, refonde l'hôpital Saint-Thomas-le-Martyr (en) à Cantorbéry, établissement qui, destiné depuis sa création en 1180 à l'accueil des pèlerins, a décliné tout au long du XIIIe siècle[3].
- À Périgueux, un jugement défend de déverser des immondices ou des matières empoisonnées dans la rivière, et les magistrats rappellent qu'il est d'usage de ne pas jeter d'eaux putrides par les fenêtres, mais par manque de moyens et de volonté, ces prescriptions continueront de n'être pas observées[4].
- Les apothicaires Pierre et Jacques de Cerdona sont choisis pour embaumer le pape Benoît XII, ce qui permet de « nuancer l'affirmation trop tranchée que « les embaumements des personnes illustres revenaient aux chirurgiens[5] » ».
- 1325 ou 1342 : fondation du premier hôpital de Lubiana, en Slovénie[6].

## Personnalités

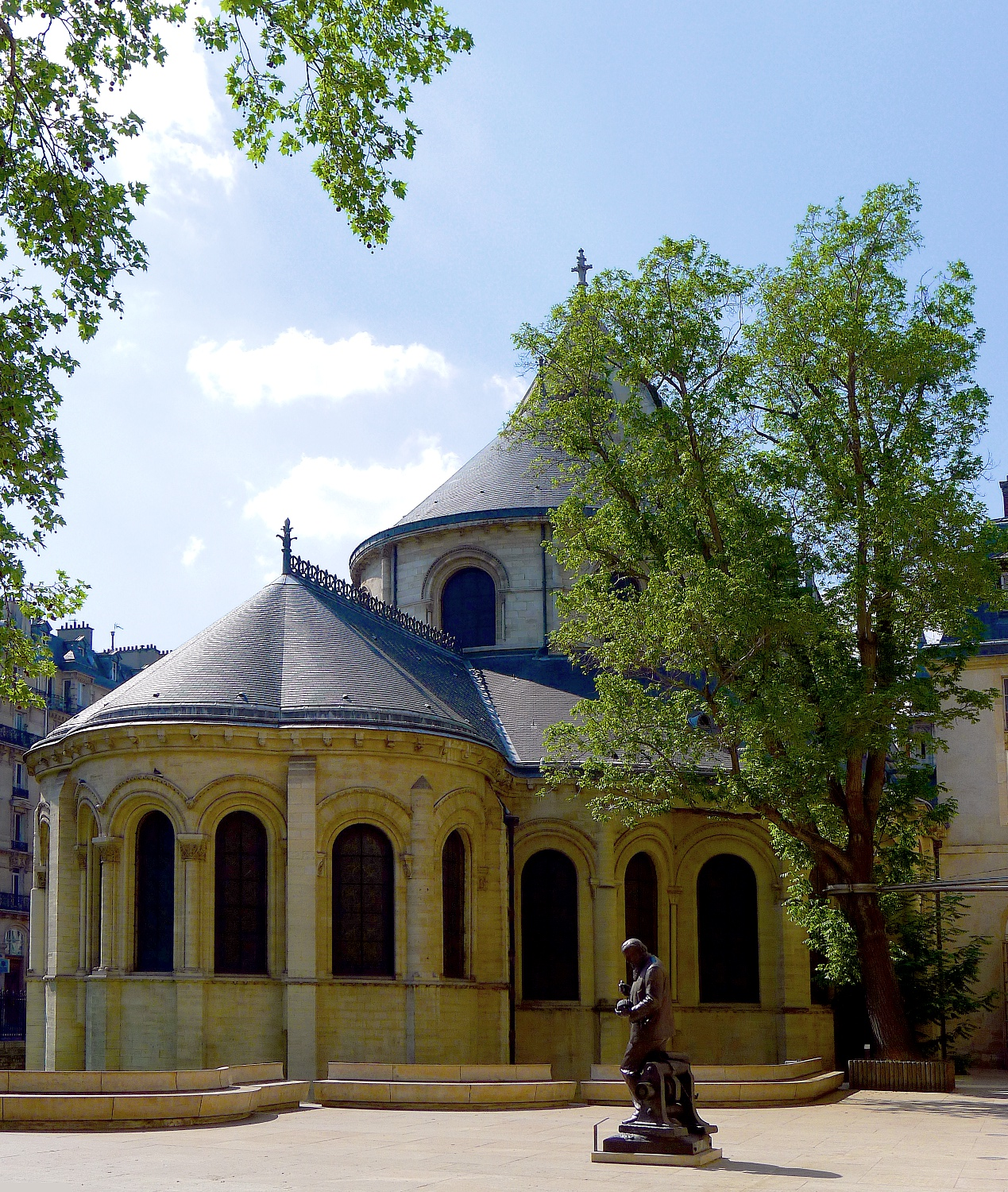
Chevet
de l'église du prieuré
Saint-Martin-des-Champs

- 1302-1342 : fl. Jean Bononiensis, bachelier de Montpellier, auteur d'un Tractatus de regimine sanitatis, régime de santé dédié à un roi de Hongrie, probablement Charles Ier Robert[7].
- 1333-1342 : fl. à Paris Émeline Dieu-la-Voie, dite la Duchesse, matrone jurée du prieuré Saint-Martin-des-Champs, puis du roi, Philippe VI de Valois[8].

## Décès
- Matthieu Silvatico (né en 1280), médecin et botaniste italien.
- Nicolas Bertucci (né à une date inconnue), médecin lombard, professeur à Bologne en 1312, anatomiste, auteur de plusieurs ouvrages dont un Collectorium artis medicae, tam theoriae quam practicae (« Recueil de médecine théorique et pratique »), compilation, selon son propre auteur, de l'œuvre d'Avicenne[9],[10].
- Konrad von Eichstätt[11] (né à une date inconnue), médecin allemand, auteur d'un « régime de santé[12] ».
- 1342 ou 1343 : Marsile de Padoue (né vers 1275), juriste, théologien, diplomate et philosophe politique italien, également médecin de formation, dont on a pu dire que son « anthropologie politique [était] constellée de notions médicales et d'allusions biologiques : tempérament, conflit des éléments, corruption et agrégation, génération et naissance, inclination[13] ».